# Lucia Kurilovská
Lucia Kurilovská (* 21. prosinec 1967 Poprad) je slovenská právnička, politička a bývalá rektorka Akademie Policejního sboru. Od října 2023 je státní tajemnicí Ministerstva vnitra Slovenské republiky.

## Vzdělání a kariéra
Po absolvování základní a střední školy v Popradu studovala na Právnické fakultě Univerzity Komenského. V roce 1989 obhájila JUDr. V letech 1989 až 1993 pracovala jako právnička pro mezinárodní obchod a nově založené společnosti. Od roku 1993 dodnes působí na Právnické fakultě Univerzity Komenského jako pedagožka na Katedře trestního práva, kriminologie a kriminalistiky, byla vedoucí odboru trestního práva procesního. Na této fakultě získala v roce 1998 titul PhD. Od roku 2008 působí také jako vědecká pracovnice v Ústavu státu a práva Slovenské akademie věd. V letech 2012 až 2013 byla generální ředitelkou Sekce trestního práva na Ministerstvu vnitra Slovenské republiky . Od roku 2013 působí jako poradkyně ministra spravedlnosti Slovenské republiky. Habilitace dosáhla na Panevropské vysoké škole v roce 2014.
Dne 22. května 2018 ji prezident Andrej Kiska jmenoval profesorkou v oboru trestní právo.

## Rektorka Akademie Policejního sboru
V dubnu 2013 byla označena za favoritku ministra Roberta Kaliňáka. Její jmenování bylo v září 2013 i pro něj „citlivé téma“. Problémem s jejím jmenováním měl mít i prezident Ivan Gašparovič. Ministerstvo vnitra ještě v červenci nemělo jistotu, zda prezident Kurilovskou do funkce jmenuje. Kritizovala ho totiž za nejmenování zvoleného Josefa Čentéše do funkce generálního prokurátora. Prezidentovi měla vadit i nedostatečná kvalifikace, Kurilovská byla tehdy jen odborná asistentka.  Ani po habilitaci nebyla jmenována, Ministerstvo vnitra neposlalo návrh na její jmenování. Od novely vysokoškolského zákona ho předkládá právě ministerstvo, akademický senát jen vyjadřuje souhlas. Od obvinění bývalého rektora z korupce v červenci 2012 a jeho odvolání, vysokou školu dočasně vedl Štefan Kočan.
Kurilovskou jako rektorku jmenoval prezident Andrej Kiska 27. srpna 2014.  Po jmenování uvedla své plány s Akademií: „ Mám svou představu, jak rozšířit výuku některých předmětů, zejména co se týče ekonomické kriminality, právního styku s cizinou a posílit také výuku a možnost získání prostředků na forenzní projekty“. Plánuje také rozšířit fyzický výcvik a trénink střelby.
23. června 2022 prezidentka Zuzana Čaputová Lucii Kurilovskou znovu jmenovala rektorkou Policejní akademie.

## Kandidátka na soudkyni Ústavního soudu
Začátkem roku 2019 Kurilovská kandidovala na soudkyni Ústavního soudu. Navrhl ji Eduard Burda, děkan Právnické fakulty Univerzity Komenského. 4. února 2019 se kandidatury vzdala pro různé důvody. K odstoupení uvedla: „Jak to celé probíhá, jak se kolem toho příliš mnoho konspiruje a spekuluje, ale také nevládní organizace si spíše hledaly určité výhrady vůči mé osobě. Ocitla jsem se ve skupině uchazečů, kteří jsou přijatelní jen s výhradou.“ Při výslechu před ústavním výborem Národní rady uvedla souhlas s registrovaným partnerstvím na Slovensku, právem ženy rozhodovat v plné míře o svém těle a nesouhlas s eutanazií.

## Politické působení
V září 2019 Kurilovská vstoupila do strany Dobrá voľba. Za Dobrú voľbu kandidovala do parlamentu v parlamentních volbách v březnu 2020. Kurilovská kandidovala z 2. místa kandidátky a získala 40 651 hlasů. To však bylo pouze 3,06 % hlasů a nedostala se do parlamentu.
Ve volbách do Národní rady SR v září 2023 kandidovala Kurilovská do parlamentu za stranu HLAS - sociálna demokracie z 23. místa kandidátky. Ve volbách získala 28 750 hlasů, což bylo 7. místo v rámci strany a stala se poslankyní. Mandát poslankyně však neuplatňuje, jelikož od 25. října 2023 je Kurilovská státní tajemnicí Ministerstva vnitra Slovenské republiky.

## Osobní život
Jejím partnerem v soukromém životě je hudebník a bývalý člen skupiny Elán, Henry Tóth.